# Odontophora setosa
Odontophora setosa (syn. Trigonolaimus setosus) is een rondwormensoort uit de familie van de Axonolaimidae. De wetenschappelijke naam van de soort is voor het eerst geldig gepubliceerd in 1929 door Allgén.